# Eriocaulon leianthum
Eriocaulon leianthum är en gräsväxtart som beskrevs av W.L.Ma. Eriocaulon leianthum ingår i släktet Eriocaulon och familjen Eriocaulaceae. Inga underarter finns listade i Catalogue of Life.